# バド・シャンク
バド・シャンク（Bud Shank、1926年5月27日 - 2009年4月2日）は、アメリカのアルト・サクソフォーン奏者、フルート奏者。1950年代初頭にスタン・ケントンのイノヴェーション・イン・モダン・ミュージック・オーケストラでリード・アルトとフルートを演奏して名声を博し、10年間を通じてさまざまな小規模ジャズ・コンボで活動した。1960年代をハリウッドのファーストコール・スタジオ・ミュージシャンとして過ごした。1970年代と1980年代には、L.A.フォアで定期的に演奏した。シャンクは最終的にフルートをやめ、アルト・サックスでジャズを演奏することに専念した。彼はテナー・サクソフォーンとバリトン・サクソフォーンでも録音を行っている。彼の最も有名な録音はおそらく、『Mickey Spillane's Mike Hammer』のテーマ曲として使用された「Harlem Nocturne」のバージョンであろう。1965年にママス&パパスが録音した曲「夢のカリフォルニア」のアルトフルート・ソロでもよく知られている。

## 略歴
バド・シャンクはアメリカ合衆国オハイオ州デイトンで生まれた。オハイオ州ヴァンダリアでクラリネットを吹き始めたが、ノースカロライナ大学に入学する前にサックスに転向した。UNC在学中、シャンクは「Pi Kappa Alpha」という友愛会に入会した。1946年に、彼はスタン・ケントンのためにウエストコースト・ジャズ・シーンへと移る前に、チャーリー・バーネットと仕事をした。また、現在ではワールドミュージックと呼ばれているものにも強い関心を持っており、1953年と1954年にはローリンド・アルメイダとともにブラジルの影響を受けたジャズを演奏した。1958年、エツィオ・レオーニ（別名レン・マーサー）が指揮するイタリアのジャズ・オーケストラと、イタリアでレコーディングを行った初のアメリカ人ジャズ・ミュージシャンとなり、後にマエストロ・レオーニとミラノでレコーディングしたシャンクのトラックに続くこととなるチェット・ベイカーやその他の人たちへの先鞭をつけた。1958年と1960年に、シャンクはブルース・ブラウン監督による2本のサーフィン映画、『スリッピー・ウェット (Slippery When Wet)』と『ベアフット・アドベンチャー (Barefoot Adventure)』にサウンドトラックを提供した。彼のワールドミュージックとのコラボレーションは1962年にも続き、インドの作曲家でシタール奏者のラヴィ・シャンカルと協力してジャズとインドの伝統を融合させた。
1974年、シャンクはレイ・ブラウン、シェリー・マン（1977年以降、ジェフ・ハミルトンに交代）、ローリンド・アルメイダとともにグループ「L.A.フォア」を結成し、1982年まで大々的にレコーディングとツアーを行った。シャンクはラテン風味のジャズとチェンバー・ジャズの両方の普及に貢献した。また、ミュージシャンズ・ミュージシャンとして、ロイヤル・フィルハーモニー管弦楽団、ニュー・アメリカン・オーケストラ、ジェラルド・ウィルソン・ビッグ・バンド、スタン・ケントンのネオフォニック・オーケストラ、デューク・エリントンなどの多種多様なオーケストラとも共演した。
2005年、スタン・ケントンのネオフォニック・オーケストラの創立40周年を祝うために、ロサンゼルスでバド・シャンク・ビッグ・バンドを結成した。
シャンクに関するドキュメンタリー映画『Bud Shank: Against the Tide (Portrait of a Jazz Legend)』がグラハム・カーターによって製作・監督され、2008年にジャズド・メディアからDVD (コンパニオンCD付)としてリリースされた。この映画は、オーロラ賞の金賞を含む4つのインディーズ映画賞を受賞している。
シャンクは、新しいアルバムのレコーディング中だったカリフォルニア州サンディエゴから帰宅した翌日の2009年4月2日、アリゾナ州ツーソンの自宅で肺血栓塞栓症により亡くなった。